# Батыр Боламын
Фонд Батыр Боламын – некоммерческая организация, основанная в Астане в 2017 году братьями Арман Уахап и Асыл Уахап для развития спорта в сельских районах Казахстана.

## История
Основан в 2017 году с целью открытия и оснащения бесплатных спортивных залов для детей и подростков в отдаленных и сельских районах с неразвитой спортивной инфраструктурой.
С 2017 по 2022 год было открыто 13 собственных залов в 6 регионах Казахстана.
В 2022 году Фонд подписал меморандум о сотрудничестве по открытию "100 детских спортивных залов" с общественным фондом "Казакстан Халкына".
В церемонии открытия спортивных залов, оборудованных Фондом "Батыр Боламын", приняли участие и поддержали такие известные личности, как советник и пресс-секретарь Президента Республики Казахстан Берик Уали, министр туризма и спорта Республики Казахстан Ербол Куантаевич Мырзабосынов, олимпийский чемпион Ермахан Сагиевич Ибраимов, олимпийский чемпион Бахтияр Карипуллаевич Артаев и другие деятели спорта.
В апреле 2024 года они построили спортивный комплекс в Алма-Ата.
На сегодняшний день Фонд открыл более 45 спортивных залов в разных уголках Казахстана.